# Leonid Serebrjakov

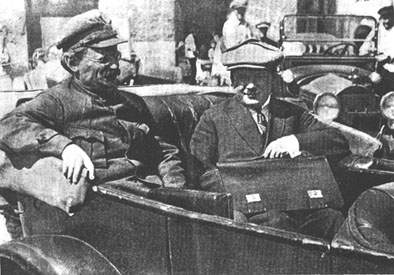
Serebrjakov (r), met Trotski in de auto, 1925.

Leonid Petrovitsj Serebrjakov (Russisch: Леонид Петрович Серебряков) (Samara, 11 juni 1890 – Moskou, 1 februari 1937) was een Russische bolsjewistisch politicus en slachtoffer van Jozef Stalins grote zuiveringspolitiek.

## Leven
Serebrjakov was van oorsprong metaalarbeider. In 1905 sloot hij zich aan bij de bolsjewieken, waarvoor hij actief ageerde. Na de Russische Revolutie (1917) stroomde hij door in de politiek. Van 1919 tot 1920 was hij lid van het Secretariaat van de Communistische Partij van de Sovjet-Unie. Na de dood van Lenin sloot hij zich aan bij de Linkse Oppositie van Leon Trotski. Uiteindelijk kwam hem dat duur te staan: in 1936 werd hij gearresteerd vanwege vermeend lidmaatschap van een terroristische Trotskistische organisatie. Tijdens het tweede Moskouse showproces in januari 1937 werd hij na een door foltering afgedwongen bekentenis ter dood veroordeeld en korte tijd later geëxecuteerd.
Serebrjakov werd in 1988 gerehabiliteerd. Hij was gehuwd met de schrijfster Galina Serebrjakova en vader van historica Zorja.